# Consulat général de France à La Nouvelle-Orléans

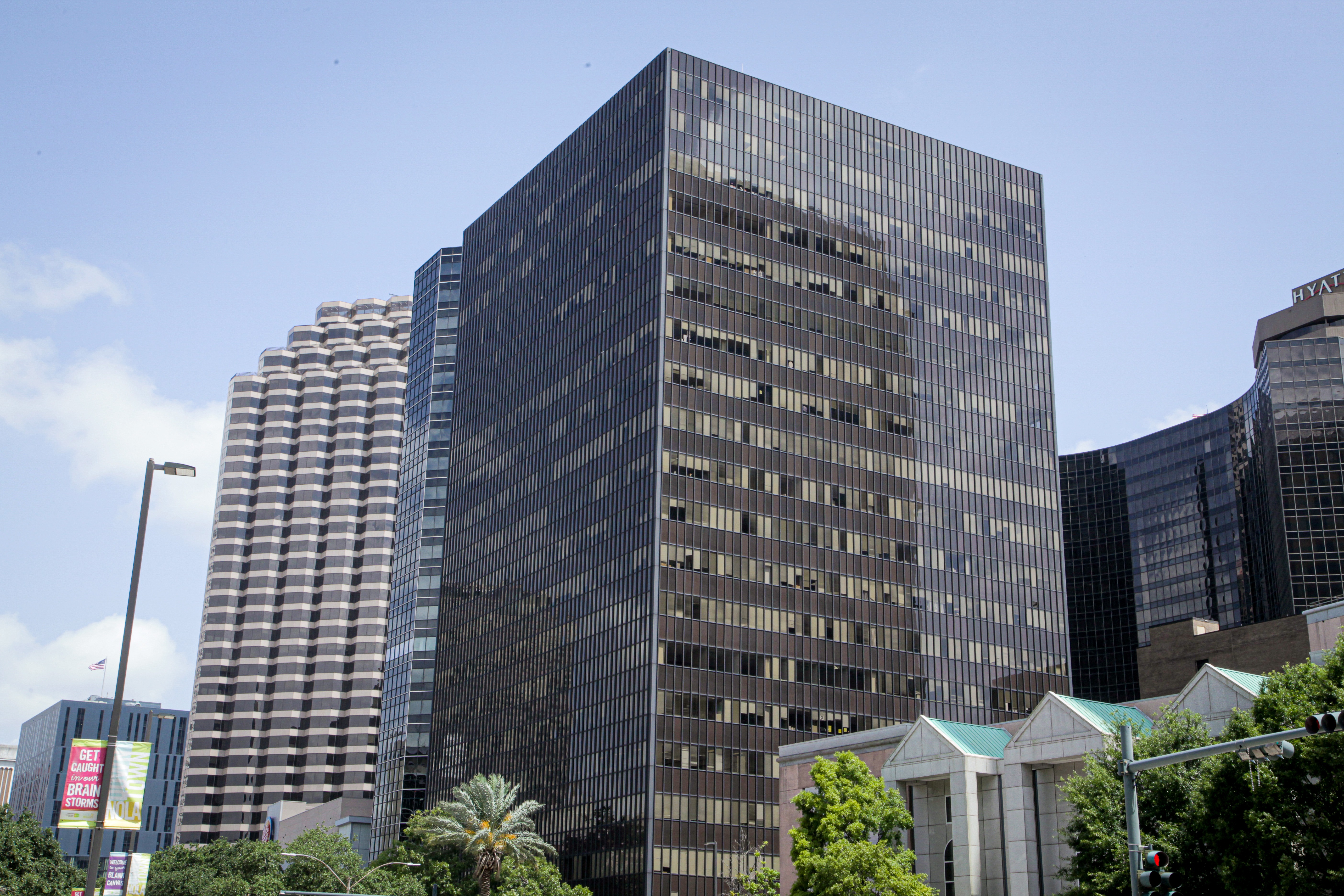

Le consulat général de France à La Nouvelle-Orléans est une représentation consulaire de la République française aux États-Unis. Il est situé au 909 Poydras Street, à La Nouvelle-Orléans, en Louisiane.
Sa circonscription consulaire s'étend sur le seul État de la Louisiane. Dépendant du ministère de l'Europe et des Affaires étrangères, le consulat général de France est chargé de la protection et du suivi administratif des Français établis ou de passage dans l’État de Louisiane.
Sa mission est avant tout éducative et culturelle :
- encourager la production culturelle française en assistant les professionnels et artistes aux États-Unis.
- promouvoir l'apprentissage de la langue française en partenariat avec le CODOFIL (Conseil pour le développement du français en Louisiane)
- favoriser toutes les synergies possibles entre les événements artistiques, les établissements culturels et l’enseignement supérieur.

## Histoire de la présence consulaire française à La Nouvelle-Orléans
Le consulat de France à La Nouvelle-Orléans a été créé en 1804, ce qui en fait le premier à avoir été établi aux États-Unis.
Celui-ci a connu des lieux de résidence très variés. Ces déménagements successifs, préjudiciables d'ailleurs à la conservation des archives et du mobilier ainsi qu'à l'image du consulat, s'expliquent par la fluctuation des cours immobiliers dans la ville et par la faiblesse des crédits mis à disposition des consuls par le ministère pour le fonctionnement du service. Durant la Guerre de Sécession, le consulat était dans le quartier des affaires, à proximité des bourses. Il déménagea en 1882 rue Royale, dans le quartier créole puis en 1886 s'installa au 195 Gravier Street.
En 1887, le consul demandait une augmentation de crédits pour pouvoir s'installer à proximité de la bourse au coton, véritable centre financier et industriel de La Nouvelle-Orléans.
Le consulat n'a jamais disposé d'un personnel nombreux. En 1875, il se composait d'un consul, d'un chancelier et d'un commis (7 agents à New York). Mal rétribué, le poste de consul se révélait peu attractif. Les crédits affectés aux frais de service étaient aussi faibles face aux demandes des gens nécessiteux. Or la charge de travail était considérable, notamment les recherches dans l'intérêt des familles. Les questions maritimes occupaient également largement le consulat. Par ailleurs, l'indifférence souvent signalée des Français de Louisiane pour se faire inscrire dans les registres d'immatriculation du consulat et y faire enregistrer les actes notariés et d'état civil, diminuait les recettes de la chancellerie.
En dépit des efforts de Paul d'Abzac, consul de 1878 à 1888, le consulat parfois géré jusqu'à la Première Guerre mondiale par des consuls généraux, ne fut jamais érigé à cette époque en consulat général.

## Consulats honoraires
Il supervise deux consuls honoraires situés respectivement à :
- Opelousas (Louisiane)
- Shreveport (Louisiane)